# Yangming (häradshuvudort i Kina, Heilongjiang Sheng, lat 44,60, long 129,62)
Yangming (kinesiska: 阳明, 阳明区) är en häradshuvudort i Kina. Den ligger i provinsen Heilongjiang, i den nordöstra delen av landet, omkring 270 kilometer sydost om provinshuvudstaden Harbin. Antalet invånare är 240 214. Befolkningen består av 118 727 kvinnor och 121 487 män. Barn under 15 år utgör 11,0 %, vuxna 15-64 år 78 %, och äldre över 65 år 10,0 %.
Runt Yangming är det tätbefolkat, med 550 invånare per kvadratkilometer. Närmaste större samhälle är Mudanjiang, 2,2 km sydväst om Yangming. Runt Yangming är det i huvudsak tätbebyggt.
Genomsnittlig årsnederbörd är 895 millimeter. Den regnigaste månaden är juli, med i genomsnitt 188 mm nederbörd, och den torraste är januari, med 7 mm nederbörd.